# 3/4 for Peace
3/4 for Peace – album studyjny amerykańskiego perkusisty jazzowego Billy’ego Higginsa, wydany w 1994 roku przez Red Records.

## Lista utworów
Opracowano na podstawie materiału źródłowego.
| Nr | Tytuł utworu                                                 | Słowa        | Muzyka            | Długość |
| -- | ------------------------------------------------------------ | ------------ | ----------------- | ------- |
| 1. | „3/4 for Peace”                                              |              | William Henderson | 8:35    |
| 2. | „In the Trenches”                                            |              | Charles Tolliver  | 5:27    |
| 3. | „Together With Love”                                         |              | Henderson         | 7:15    |
| 4. | „Short Subject”                                              |              | Harold Land       | 7:42    |
| 5. | „Dark Mood”                                                  |              | Land              | 10:46   |
| 6. | „What’s New?”                                                | Johnny Burke | Bob Haggart       | 7:57    |
| 7. | „Step Right up to the Bottom”                                |              | Land              | 9:19    |
| 8. | „Someday My Prince Will Come”                                | Larry Morey  | Frank Churchill   | 7:48    |
| 9. | „Something for Juno (A Drums Suite Dedicated to Juno Lewis)” |              | Billy Higgins     | 6:08    |
|    |                                                              |              |                   | 1:10:57 |

## Twórcy
Opracowano na podstawie materiału źródłowego.
Muzycy:
- Billy Higgins – perkusja
- Harold Land – saksofon tenorowy, saksofon sopranowy
- William Henderson – fortepian
- Jeff Littleton – kontrabas

Produkcja:
- Dennis Sullivan, Sergio Veschi – produkcja muzyczna
- Casey Stone – inżynieria dźwięku